# Kybos mesolinea
Kybos mesolinea är en insektsart som först beskrevs av Davidson och Delong 1939.  Kybos mesolinea ingår i släktet Kybos och familjen dvärgstritar. Inga underarter finns listade i Catalogue of Life.